# Фукибаридзюцу
Фукибаридзюцу (яп. 吹き針術, «искусство фукибари») или фукиядзюцу (яп. 吹き矢術, «искусство фукии») — японское искусство метания игл (яп. 針, ромадзи: hari) при помощи духовой трубки: фукибари (яп. 吹き針) или фукии (яп. 吹き矢).

## История
Использование духовых ружей в качестве охотничьего оружия известно человечеству с давних времен. Духовые трубки фукия применялись с давних времен японцами для охоты. Активное применение фукибари в качестве оружия против человека получило своё распространение в Японии лишь в средние века благодаря кланам ниндзя. Подобное оружие было крайне выгодно с точки зрения отсутствия шума при его применении. В основном для стрельбы использовали стрелы (иглы), отравленные ядом, так как серьёзного вреда они сами по себе не несли.
На сегодняшний день фукиядзюцу сохранилось в качестве официальной спортивной дисциплины — со своими соревнованиями, рангами и нормативами. Её курируют две организации: IFA (англ. International Fukiya Association и JSFA (англ. Japan Sport Fukiya Association). Кроме того, данное искусство входит в программу обучения таких школ, как Будзинкан (сокэ — Масааки Хацуми) и Кока-рю ниндзюцу (сокэ — Дзинъити Каваками).